# 折木良一
折木 良一（おりき りょういち、1950年（昭和25年）2月10日 - ）は、日本の元陸上自衛官。熊本県津奈木町出身。熊本県立八代高校を経て、防衛大学校第16期卒業。職種は野戦特科。第31代陸上幕僚長、第3代統合幕僚長、防衛大臣政策参与、国家安全保障局顧問・特別顧問、宇宙政策委員会委員を歴任。
統合幕僚長就任直後に発生した北朝鮮による弾道ミサイル発射実験への対処、ソマリア沖の海賊対処及び自衛隊ハイチPKO派遣並びに自衛隊南スーダン派遣の実施計画の制定、東日本大震災の災害出動などに従事した。

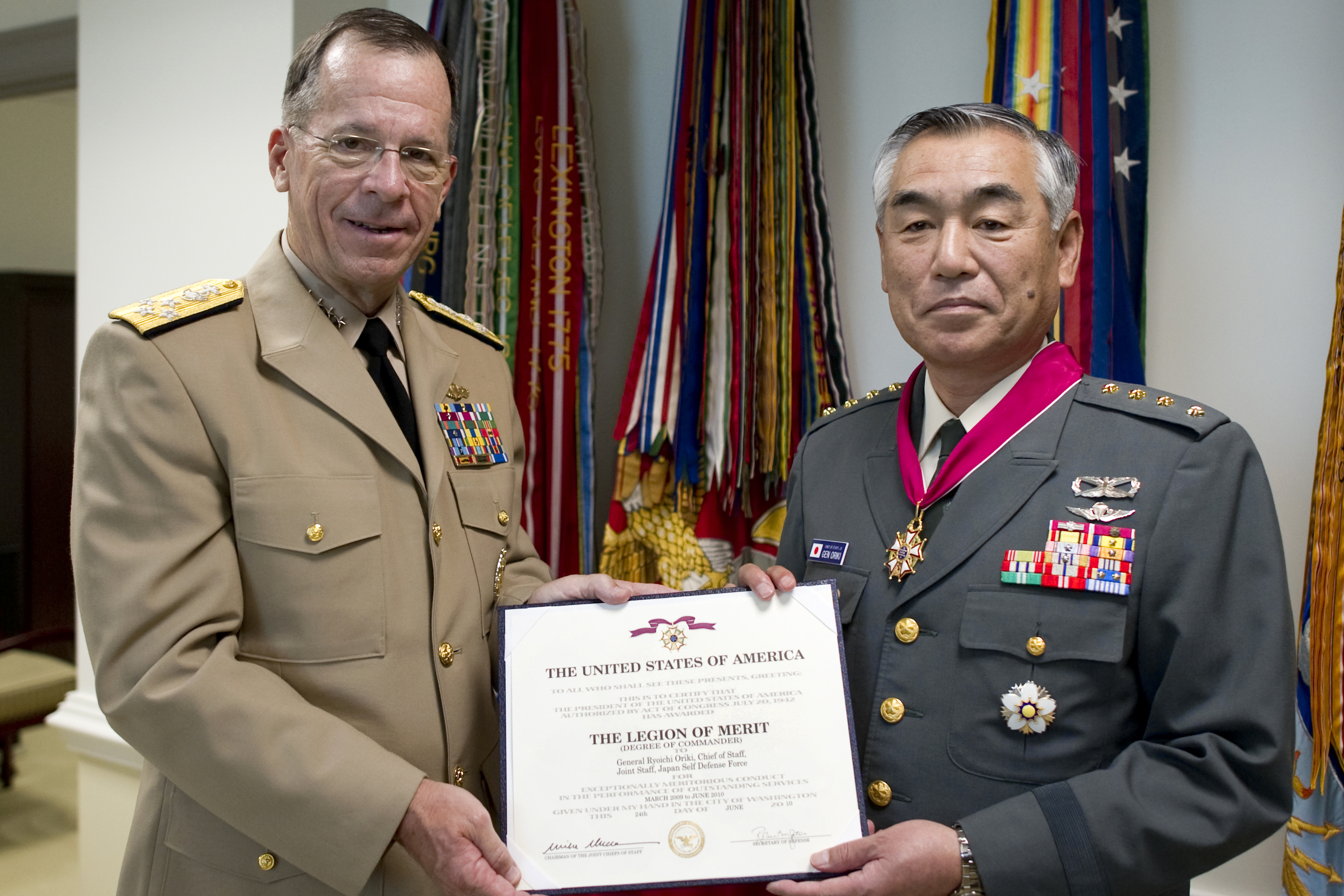
アメリカ統合参謀本部議長マイケル・マレン海軍大将からレジオン・オブ・メリット（コマンダー）を授与される折木良一陸上幕僚長

## 略歴
- 1972年（昭和47年）3月：防衛大学校（第16期・機械工学）卒業、陸上自衛隊入隊
- 1983年（昭和58年）7月：3等陸佐
- 1987年（昭和62年）1月：2等陸佐
- 1991年（平成03年）
  - 1月：1等陸佐
  - 8月1日：自衛隊大阪地方連絡部募集課長
- 1995年（平成07年）3月23日：第3特科群長兼湯布院駐屯地司令
- 1996年（平成08年）7月1日：陸上幕僚監部人事部補任課長
- 1997年（平成09年）7月1日：陸将補に昇任
- 1998年（平成10年）7月1日：中部方面総監部幕僚副長
- 2001年（平成13年）1月11日：陸上幕僚監部装備部長
- 2003年（平成15年）3月27日：陸将に昇任、第9師団長
- 2004年（平成16年）8月30日：第42代 陸上幕僚副長
- 2005年（平成17年）7月28日：第25代 中部方面総監
- 2007年（平成19年）3月28日：第31代 陸上幕僚長に就任
- 2009年（平成21年）3月24日：第3代 統合幕僚長に就任
- 2012年（平成24年）
  - 1月31日：退官
  - 3月29日：防衛省顧問[1]
  - 6月27日：防衛省顧問の委嘱を解除。翌28日、防衛大臣補佐官に任命[2]。
  - 8月1日：富士通株式会社常任顧問
  - 12月25日：野田第3次改造内閣の総辞職に伴い、大臣補佐官を退職[3]
- 2013年（平成25年）4月9日：第2次安倍内閣において防衛大臣補佐官に任命[4]
- 2014年（平成26年）6月：国家安全保障局顧問
- 2014年（平成26年）9月：第2次安倍内閣 (改造)発足に伴い防衛大臣政策参与（同年5月30日に防衛大臣補佐官より改称）を退任。2015年現在、日本地雷処理を支援する会（JMAS）会長
- 2016年（平成28年）：国家安全保障局特別顧問
- 2017年（平成29年）8月8日：第3次安倍内閣 (第3次改造)にて防衛大臣に就任した小野寺五典より防衛大臣政策参与に任命[5]
- 2018年（平成30年）
  - 5月28日：宇宙政策委員会委員
  - 10月2日：内閣改造に伴い防衛大臣政策参与を退職[6]。
- 2020年（令和02年）4月29日：瑞宝大綬章受章[7]。

## 栄典
- 2007年（平成19年）10月1日：リージョン・オブ・メリット（司令官級勲功章）[8]
- 2010年（平成22年）6月：リージョン・オブ・メリット[9]
- 2012年（平成24年）11月30日：リージョン・オブ・メリット（士官級勲功章）[9]
- 2020年（令和02年）4月29日： 瑞宝大綬章[7]

## 著作
- 『国を守る責任　自衛隊元最高幹部は語る』 PHP新書、2015年
- 『自衛隊元最高幹部が教える経営学では学べない戦略の本質』 KADOKAWA、2017年
- 橋爪大三郎と『日本人のための軍事学』 角川新書、2018年
- 編著『国防の地政学　自衛隊最高幹部が明かす』 PHP研究所、2025年